# Выборы в Сенат США на Гавайях (2022)
Выборы в Сенат США на Гавайях состоялись 8 ноября 2022 года. Победитель представит штат в верхней палате Конгресса США.
Действующий сенатор-демократ Брайан Шац был назначен на пост в 2012 году после смерти Даниэля Иноуэ. Он выиграл дополнительные выборы в 2014 году, а также победил в 2016 году, избравшись на полный срок.
Внутрипартийные выборы на Гавайях состоялись 13 августа. По результатам всеобщих выборов Шац был переизбран на второй срок.

## Праймериз Демократической партии

### Кандидаты

#### Номинант
- Брайан Шац — действующий сенатор США от штата Гавайи (с 2012 года), вице-губернатор Гавайев (2010—2012), председатель Демократической партии Гавайев[англ.] (2008—2010), член Палаты представителей Гавайев (1998—2006)[2]

#### Участники праймериз
- Брэндон Макааваава[3]
- Стив Татаи — учитель, вечный кандидат[3]

### Результаты

Результаты по округам:
Шац—80–90%

Результаты по округам:
Макдермотт—40–50%
Далхаус—<40%

| Кандидат | Кандидат             | Партия          | Голосов | %     |
| -------- | -------------------- | --------------- | ------- | ----- |
|          | Брайан Шац (действ.) | Демократическая | 228 595 | 93,56 |
|          | Стив Татаи           | Демократическая | 15 725  | 6,44  |
| Всего    | Всего                | Всего           | 244 320 | 100   |

## Праймериз Республиканской партии

### Кандидаты

#### Номинант
- Боб Макдермотт[англ.] — член Палаты представителей Гавайев (с 2012 года; 1996—2002), кандидат в губернаторы Гавайев (2018)[5]

#### Участники праймериз
- Закари Берд[3]
- Стивен Бонд — риэлтор, фермер, кандидат в Палату представителей (2020)[3]
- Тимоти Далхаус — ветеран армии в отставке[3]
- Уоллин Каноэлани Кристиан — риэлтор[3]
- Шайна Дела Круз[3]
- Эйша Лавонн — пастор[3]
- Адриэль Лэм[3]
- Эдвард Пирковски[3]
- Джон Роко[3]

### Результаты
| Кандидат | Кандидат                  | Партия          | Голосов | %     |
| -------- | ------------------------- | --------------- | ------- | ----- |
|          | Боб Макдермотт            | Республиканская | 25 686  | 39,56 |
|          | Тимоти Далхаус            | Республиканская | 17 158  | 26,42 |
|          | Уоллин Каноэлани Кристиан | Республиканская | 9497    | 14,62 |
|          | Стивен Бонд               | Республиканская | 6407    | 9,87  |
|          | Эйша Лавонн               | Республиканская | 6187    | 9,53  |
| Всего    | Всего                     | Всего           | 64 935  | 100   |

## Праймериз Либертарианской партии

### Кандидаты

#### Номинант
- Фина Боноан — кинорежиссёр, ветеран ВМС США, кандидат в Сенат Гавайев (2020)[3]

#### Дисквалифицированные
- Майкл Кокоски — политик, кандидат в Сенат США (2014)[3]

### Результаты
| Кандидат | Кандидат    | Партия          | Голосов | %   |
| -------- | ----------- | --------------- | ------- | --- |
|          | Фина Боноан | Либертарианская | 515     | 100 |
| Всего    | Всего       | Всего           | 515     | 100 |

## Праймериз Партии зелёных

### Кандидаты

#### Номинант
- Эмма Полман — адвокат[3]

### Результаты
| Кандидат | Кандидат    | Партия         | Голосов | %   |
| -------- | ----------- | -------------- | ------- | --- |
|          | Эмма Полман | Партия зелёных | 1245    | 100 |
| Всего    | Всего       | Всего          | 1245    | 100 |

## Праймериз партии Алоха Айна

### Кандидаты

#### Номинант
- Дэн Декер — бывший председатель Алохайны[англ.][3]

### Результаты
| Кандидат | Кандидат  | Партия     | Голосов | %   |
| -------- | --------- | ---------- | ------- | --- |
|          | Дэн Декер | Алоха Айна | 987     | 100 |
| Всего    | Всего     | Всего      | 987     | 100 |

## Независимые кандидаты

#### Дисквалифицированные
- Деннис Миллер[3]
- Стив Татаи[3]

## Всеобщие выборы

### Предвыборная статистика
Обозначения:
- Р — равенство
- НП — небольшое преимущество
- ДП — достаточное преимущество
- СП — существенное, но преодолимое преимущество
- ОП — огромное преимущество

| Источник                  | Рейтинг | По состоянию на: |
| ------------------------- | ------- | ---------------- |
| The Cook Political Report | ОП (Д)  | 22 сентября 2022 |
| Inside Elections          | ОП (Д)  | 23 сентября 2022 |
| Sabato's Crystal Ball     | ОП (Д)  | 31 августа 2022  |
| Politico                  | ОП (Д)  | 5 сентября 2022  |
| RealClearPolitics         | ОП (Д)  | 20 сентября 2022 |
| Fox News                  | ОП (Д)  | 20 сентября 2022 |
| DDHQ                      | ОП (Д)  | 12 сентября 2022 |
| 538                       | ОП (Д)  | 22 сентября 2022 |
| The Economist             | ОП (Д)  | 15 сентября 2022 |

### Результаты
| Кандидат | Кандидат             | Партия          | Голосов | %     |
| -------- | -------------------- | --------------- | ------- | ----- |
|          | Брайан Шац (действ.) | Демократическая | 290 894 | 71,21 |
|          | Боб Макдермотт       | Республиканская | 106 358 | 26,04 |
|          | Фина Боноан          | Либертарианская | 4915    | 1,20  |
|          | Эмма Полман          | Партия зелёных  | 4142    | 1,01  |
|          | Дэн Декер            | Алоха Айна      | 2208    | 0,54  |
| Всего    | Всего                | Всего           | 408 517 | 100   |